# كينيث جونسون (منتج تلفزيوني)
كينيث جونسون (بالإنجليزية: Kenneth Johnson)‏ (و. 1942  م) هو منتج تلفزيوني، ومخرج تلفزيوني، وكاتب سيناريو، ومخرج أفلام، وروائي، وكاتب خيال علمي، ومنتج أفلام أمريكي، ولد في باين بلاف.

## التعليم
تعلم في جامعة كارنيغي ميلون
.

## وصلات خارجية
- كينيث جونسون على موقع IMDb (الإنجليزية)
- كينيث جونسون على موقع ألو سيني (الفرنسية)
- كينيث جونسون على موقع أول موفي (الإنجليزية)
- كينيث جونسون على موقع قاعدة بيانات الأفلام السويدية (السويدية)
- كينيث جونسون على موقع قاعدة بيانات الفيلم (الإنجليزية)
- كينيث جونسون على موقع كينوبويسك (الروسية)